# Istorija drevnog Izraela i Judeje
Istorija drevne Samarije i Judeje je poznata iz nekoliko klasičnih izvora kao što su judaistički Tanah (u hrišćanstvu poznat kao Stari Zavet), Talmud, etiopski Kebra Nagast, spisi Nikolaja Damskog, Artapana, Fila iz Aleksandrije i Josifa, a uz koje idu od strane arheologa otkriveni egipatski, moavski, asirski, vavilonski, izraelitski i judejski natpisi.
Istorija regija u kojima će kasnije nastati države Judeja i Izrael postavlja posebne probleme pred savremene istoričare. S obzirom na to da je ta oblast povezana s pričama i legendama zapisanim u Bibliji, postoji tendencija da se cela istorija južnog Levanta prati gotovo isključivo iz biblijske perspektive nauštrb post-biblijskog perioda. Arheološki nalazi iz područja se takođe često gledaju gotovo isključivo kroz biblijsku prizmu, što ponekad otežava razumevanje ove važne oblasti u modernom arheološkom kontekstu drevnog Bliskog Istoka kao zaokružene celine.
Neki smatraju da su ta dva glavna izvora istorijskih podataka u sukobu (v. Biblija i istorija za dalje informacije). U pitanju je prilično kontroverzna tema, vezana uz religiju, politiku i diplomatiju.
Priroda i precizni datumi određenih dogašaja, kao i preciznost s kojom se mogu odrediti su predmet stalnih rasprava. Ne postoji biblijski događaj čija se godina može može potvrditi eksternim izvorima pre 9. veka p. n. e. (uspon Omrija, kralja Izraela). Svi raniji datumi su, stoga, ekstrapolacije. Nadalje, sama Biblija ne daje lak materijal za izračunavanje: uglavnom se ne spominje nijedan period duži od nečijeg životnog veka, pa se hronologija mora posredno ustanoviti iz neizbežne greške koje donosi zaokruživanje.

## Civilizacije Izraela
Knjiga postanka početak Izraela pripusuje trojici patrijarha židovskog, kao i susednih arapskoh, edomitskih, moabitskih i amonićanskih naroda, Avramu, Isaiju i Jakovu, od kojih je poslednji bio poznat i pod imenom Izrael po kome je posle dobila ime i zemlja. Jakob, poznat i kao „lutajući Aramejac” (Ponovljeni zakon 26:5), unuk Avramov, putovao je u Haran, dom svojih predaka, kako bi uzeo ženu. Dok se vraćao iz Harana u Kanan, prešao je Jabok, pritoku na arapskoj strani reke Jordan (Knjiga postanka 32:22-33). Pošto je od sebe poslao porodicu i sluge, te se noći rvao s čudnim čovekom na mestu zvanom Peniel te ga pitao za ime. Kao rezultat nazvan je „Izrael”, jer se „rvao s Bogom”. Jakov je postao otac dvanaest sinova s Leom i Rahelom (ćerima Labana), i njenim sluškinjama Bilhom i Zilpom. Njih dvanaest su se smatrali „decom Izraelovom”. Te priče o poreklu Izraelita ih prvo smeštaju na istočnu obalu Jordana. Priče o Izraelu se kasnije premeštaju na zapadnu obalu započevši s pričom o pustošenju Sihema (Knjiga postanka 34:1-33), nakon čega se brdovito područje Kanana počelo smatrati istorijskom jezgrom područja Izraela.
Vilijam F. Olbrajt, Nelson Gluek i E. A. Spejser su te priče iz Knjige postanka smestili na kraj srednjeg bronzanog doba i početak srednjeg bronzanog doba, na temelju tri tačke: lična imena, načina života i običaji. Ostali naučnici su, međutim, sugerisali kasnije datume za Doba patrijarha, jer se sve to dugo vremena bila karakteristika života na Drevnom Bliskom Istoku. Sajrus Gordon navodi svoj argument o usponu nomadskog pastoralizma i montoeizma na kraju doba Amane i sugeriše kako bi se pre trebao smestiti u kasno bronzano doba. Džon Van Seters, na temelju širokog korištenja kamila od strane filistejskih kraljeva u Geraru, novčanoj privredi i kupovini zemljišta, sugeriše kako ta priča pripada gvozdenom dobu. Ostali naučnici (posebno Martin Noh i njegovi studenti) smatraju da je teško utvrditi vremenski okvir za Doba patrijarha. Oni sugerišu da važnost biblijskih tekstova sama po sebi ne povlači njihovu istorijsku utemeljenost, nego da su oni važniji za opis izraelitskog društva u gvozdenom dobu.
U poslednje vreme su studije analize aktivacije neutrona na brdskim naseljima Jan Guneveg, a koje je izveo Hebrejski univerzitet iz Jerusalima, pokazale da su ta naselja povezana s kamenim dobom I i II, ali i dokaze o dolasku naseljenika u tu oblast sa severoistoka u skladu s ranijim pričama

## Literatura
- Albertz, Rainer (1994) [Vanderhoek & Ruprecht 1992]. A History of Israelite Religion, Volume I: From the Beginnings to the End of the Monarchy. Westminster John Knox Press.
- Albertz, Rainer (1994) [Vanderhoek & Ruprecht 1992]. A History of Israelite Religion, Volume II: From the Exile to the Maccabees. Westminster John Knox Press.
- Albertz, Rainer (2003a). Israel in Exile: The History and Literature of the Sixth Century B.C.E. Society of Biblical Literature.
- Albertz, Rainer; Becking, Bob (2003). Yahwism After the Exile: Perspectives on Israelite Religion in the Persian Era. Koninklijke Van Gorcum.
- Becking, Bob. Law as Expression of Religion (Ezra 7–10).
- Amit, Yaira;  . (2006). Essays on Ancient Israel in its Near Eastern Context: A Tribute to Nadav Na'aman. Eisenbrauns.
- Avery-Peck, Alan;  . (2003). The Blackwell Companion to Judaism. Blackwell.
- Murphy, Frederick J. R. Second Temple Judaism.
- Barstad, Hans M. (2008). History and the Hebrew Bible. Mohr Siebeck.
- Becking, Bob (2001). Only One God? Monotheism in Ancient Israel and the Veneration of the Goddess Asherah. Sheffield Academic Press.
- Dijkstra, Meindert. El the God of Israel, Israel the People of YHWH: On the Origins of Ancient Israelite Yahwism.
- Dijkstra, Meindert. I Have Blessed You by Yahweh of Samaria and His Asherah: Texts with Religious Elements from the Soil Archive of Ancient Israel.
- Becking, Bob; Korpel, Marjo Christina Annette (1999). The Crisis of Israelite Religion: Transformation of Religious Tradition in Exilic and Post-Exilic Times. Brill.
- Niehr, Herbert. Religio-Historical Aspects of the Early Post-Exilic Period.
- Bedford, Peter Ross (2001). Temple Restoration in Early Achaemenid Judah. Brill.
- Ben-Sasson, H.H. (1976). A History of the Jewish People. Harvard University Press. ISBN 978-0-674-39731-6.
- Blenkinsopp, Joseph (1988). Ezra-Nehemiah: A Commentary. Eerdmans.
- Blenkinsopp, Joseph; Lipschits, Oded (2003). Judah and the Judeans in the Neo-Babylonian Period. Eisenbrauns.
- Blenkinsopp, Joseph. Bethel in the Neo-Babylonian Period.
- Lemaire, André. Nabonidus in Arabia and Judea During the Neo-Babylonian Period.
- Blenkinsopp, Joseph (2009). Judaism, the First Phase: The Place of Ezra and Nehemiah in the Origins of Judaism. Eerdmans.
- Bloch-Smith, Elizabeth (2008).  Frederick E. Greenspahn, ур. Bible, Archaeology, and the Social Sciences The Hebrew Bible: new insights and scholarship. NYU Press.
- Brett, Mark G. (2002). Ethnicity and the Bible. Brill.
- Edelman, Diana. Ethnicity and Early Israel.
- Bright, John (2000) [1959]. A History of Israel (4th изд.). Westminster John Knox Press.
- Coogan, Michael D. (1998). The Oxford History of the Biblical World. Oxford University Press.
- Stager, Lawrence E. Forging an Identity: The Emergence of Ancient Israel.
- Coogan, Michael D. (2009). A Brief Introduction to the Old Testament. Oxford University Press.
- Coote, Robert B.; Whitelam, Keith W. (1986). „The Emergence of Israel: Social Transformation and State Formation Following the Decline in Late Bronze Age Trade”. Semeia (37): 107-47.
- Davies, Philip R. (1992). In Search of Ancient Israel. Sheffield.
- Davies, Philip R. (2009). „The Origin of Biblical Israel”. Journal of Hebrew Scriptures. 9 (47). Архивирано из оригинала 28. 05. 2008. г.
- Day, John (2002). Yahweh and the Gods and Goddesses of Canaan. Sheffield Academic Press.
- Dever, William (2001). What Did the Biblical Writers Know, and When Did They Know It?. Eerdmans.
- Dever, William (2003). Who Were the Early Israelites and Where Did They Come From?. Eerdmans.
- Dever, William (2005). Did God Have a Wife?: Archaeology and Folk Religion in Ancient Israel. Eerdmans.
- Dunn, James D.G; Rogerson, John William, eds. (2003). Eerdmans commentary on the Bible. Eerdmans.
- Rogerson, John William. Deuteronomy.
- Edelman, Diana (1995). The Triumph of Elohim: From Yahwisms to Judaisms. Kok Pharos.
- Finkelstein, Israel; Silberman, Neil Asher (2001). The Bible Unearthed.
- Finkelstein, Israel; Mazar, Amihay; Schmidt, Brian B. (2007). The Quest for the Historical Israel. Society of Biblical Literature.
- Mazar, Amihay. The Divided Monarchy: Comments on Some Archaeological Issues.
- Gnuse, Robert Karl (1997). No Other Gods: Emergent Monotheism in Israel. Sheffield Academic Press.
- Golden, Jonathan Michael (2004a). Ancient Canaan and Israel: An Introduction. Oxford University Press.
- Golden, Jonathan Michael (2004b). Ancient Canaan and Israel: New Perspectives. ABC-CLIO.
- Goodison, Lucy; Morris, Christine (1998). Goddesses in Early Israelite Religion in Ancient Goddesses: The Myths and the Evidence. University of Wisconsin Press.
- Grabbe, Lester L. (2004). A History of the Jews and Judaism in the Second Temple Period. T&T Clark International.
- Grabbe, Lester L. (2008). Israel in Transition: From Late Bronze II to Iron IIa (c. 1250–850 B.C.E.). T&T Clark International.
- Killebrew, Ann E. (2005). Biblical Peoples and Ethnicity: An Archaeological Study of Egyptians, Canaanites, and Early Israel, 1300–1100 B.C.E. Society of Biblical Literature.
- King, Philip J.; Stager, Lawrence E. (2001). Life in Biblical Israel. Westminster John Knox Press. ISBN 978-0-664-22148-5.
- Kuhrt, Amélie (1995). The Ancient Near East c. 3000–330 BCE. Routledge.
- Lemche, Niels Peter (1998). The Israelites in History and Tradition. Westminster John Knox Press.
- Levy, Thomas E. (1998). The Archaeology of Society in the Holy Land. Continuum International Publishing.
- LaBianca, Øystein S.; Younker, Randall W. The Kingdoms of Ammon, Moab and Edom: The Archaeology of Society in Late Bronze/Iron Age Transjordan (c. 1400–500 CE).
- Lipschits, Oded (2005). The Fall and Rise of Jerusalem. Eisenbrauns.
- Lipschits, Oded;  . (2006). Judah and the Judeans in the Fourth Century B.C.E. Eisenbrauns.
- Kottsieper, Ingo. And They Did Not Care to Speak Yehudit.
- Lipschits, Oded; Vanderhooft, David. Yehud Stamp Impressions in the Fourth Century B.C.E.
- Liverani, Mario (2005). Israel's History and the History of Israel, London, Equinox.
- Markoe, Glenn (2000). Phoenicians. University of California Press.
- Mays, James Luther;  . (1995). Old Testament Interpretation. T&T Clarke.
- Miller, J. Maxwell. The Middle East and Archaeology.
- McNutt, Paula (1999). Reconstructing the Society of Ancient Israel. Westminster John Knox Press.
- Merrill, Eugene H. (1995). „The Late Bronze/Early Iron Age Transition and the Emergence of Israel”. Bibliotheca Sacra. 152 (606): 145—62.
- Middlemas, Jill Anne (2005). The Troubles of Templeless Judah. Oxford University Press.
- Miller, James Maxwell; Hayes, John Haralson (1986). A History of Ancient Israel and Judah. Westminster John Knox Press. ISBN 978-0-664-21262-9.
- Miller, Robert D. (2005). Chieftains of the Highland Clans: A History of Israel in the 12th and 11th Centuries B.C. Eerdmans.
- Moore, Megan Bishop; Kelle, Brad E. (2011). Biblical History and Israel's Past. Eerdmans.
- Nodet, Étienne (1999) [Editions du Cerf 1997]. A Search for the Origins of Judaism: From Joshua to the Mishnah. Sheffield Academic Press.
- Pitkänen, Pekka (2004). „Ethnicity, Assimilation and the Israelite Settlement” (PDF). Tyndale Bulletin. 55 (2): 161—82. Архивирано из оригинала (PDF) 17. 07. 2011. г.
- Silberman, Neil Asher; Small, David B. (1997). The Archaeology of Israel: Constructing the Past, Interpreting the Present. Sheffield Academic Press.
- Hesse, Brian; Wapnish, Paula. Can Pig Remains Be Used for Ethnic Diagnosis in the Ancient Near East?.
- Smith, Mark S. (2001). Untold Stories: The Bible and Ugaritic Studies in the Twentieth Century. Hendrickson Publishers.
- Smith, Mark S.; Miller, Patrick D. (2002) [Harper & Row 1990]. The Early History of God. Eerdmans.
- Rendsburg, Gary (2008). „Israel without the Bible”.  Ур.: Frederick E. Greenspahn. The Hebrew Bible: new insights and scholarship. NYU Press.
- Soggin, Michael J. (1998). An Introduction to the History of Israel and Judah. Paideia.
- Thompson, Thomas L. (1992). Early History of the Israelite People. Brill.
- Van der Toorn, Karel (1996). Family Religion in Babylonia, Syria, and Israel. Brill.
- Van der Toorn, Karel; Becking, Bob; Van der Horst, Pieter Willem (1999). Dictionary of Deities and Demons in the Bible (2d изд.). Koninklijke Brill.
- Vaughn, Andrew G.; Killebrew, Ann E. (1992). Jerusalem in Bible and Archaeology: The First Temple Period. Sheffield.
- Cahill, Jane M. Jerusalem at the Time of the United Monarchy.
- Lehman, Gunnar. The United Monarchy in the Countryside.
- Wylen, Stephen M. (1996). The Jews in the Time of Jesus: An Introduction. Paulist Press.
- Zevit, Ziony (2001). The Religions of Ancient Israel: A Synthesis of Parallactic Approaches. Continuum.

## Spoljašnje veze
- Catholic Encyclopedia: Jerusalem (Before A.D. 71)
- Holy land Maps